# Gilbert de Clare
Gilbert de Clare, 7:e earl av Hertford och 3:e earl av Gloucester, född 2 september 1243 i Christchurch i Hampshire, död 7 december 1295, var en mäktig normandisk adelsman. Han kallades "Red" Gilbert de Clare, troligen på grund av sin hårfärg. Han byggde Caerphilly Castle.

## Biografi
Gilbert var son till Richard de Clare, earl av Gloucester och Hertford, och Maud de Lacy, grevinna av Lincoln, dotter till John de Lacy och Margaret de Quincy. Gilbert ärvde faderns gods 1262, samt tog titlarna, däribland lord av Glamorgan, från 1263.
Då han var minderårig då fadern dog kom han under Humphrey de Bohun, 2:e earl av Hereford. I april 1264 ledde han en massaker mot judar i Canterbury, så som Simon de Montfort hade gjort i London. Gilbert de Clares slott i Kingston och Tonbridge beslagtogs av kung Henrik III av England. Kungen lät dock hans grevinna, som befann sig i det senare att gå fri eftersom hon var hans niece; 12 maj förklarades han och Montfort vara förrädare. Två dagar senare, före slaget vid Lewes 14 maj dubbade Simon de Montfort Gilbert och hans bror Thomas. Earlen hade befälet över slagets andra linje och tillfångatog kungen, efter att ha slagit ned hans häst. Då prins Edvard också hade tagits tillfånga innehade Montfort och earlen makten. 20 oktober 1264 exkommunicerades Gilbert och hans anhängare av ett påvligt legat.
Under den följande månaden, då de hade erövrat Gloucester och Bristol, förklarades prinsen Edvard Longshanks och earlen vara rebeller. Earlen förstörde skepp i Bristol och bron över Severn för att hindra att Montfort flydde. Han delade prinsens seger vid Kenilworth 16 juli och i slaget vid Evesham 4 augusti, där Montfort dödades. Han ledde den andra divisionen och bidrog stort till segern.
Vid kung Henrik III:s död 16 november 1272, var earlen en av de första som svor Edvard I sin trohet. Edvard var på Sicilien på väg tillbaka från korståget. Följande dag han tillsammans med ärkebiskopen av York in i London och utropade fred för alla, kristna och judar, och för första gången säkrade erkännandet kungens äldste sons rätt att omedelbart ärva tronen. Sedan var han Guardian of England tills kungen återvänt till England i augusti 1274. 
Hans första äktenskap var med Alice de Lusignan, dotter till Hugh XI av Lusignan. De gifte sig omkring 1253, då Gilbert var i tioårsåldern. Hon var högättad och niece till kung Henrik, men det var inget lyckat äktenskap. De fick två döttrar innan de separerade 1267; det påstod att Alice hade känslor för sin kusin, prins Edvard. Innan detta hade, Gilbert och Alice fått två döttrar:
1. Isabel de Clare, född 10 mars 1262, död 1333, gift med (1) Guy de Beauchamp, 10:e earl av Warwick; (2) Maurice de Berkeley, 2;e baron Berkeley
2. Joan de Clare, född 1264, död efter 1302, gift med (1) Duncan Macduff, 7:e earl av Fife; (2) Gervase Avenel

Efter att hans äktenskap med Alice de Lusignan slutligen annullerats 1285, gifte han sig med Joan av Acre, dotter till kung Edvard I av England och hans första maka Eleanora av Kastilien. Enligt deras äktenskapskontrakt kunde deras sammanlagda egendomar endast ärvas av en direkt ättling. 3 juli 1290 gav earlen en stor bankett på Clerkenwell för att fira sitt bröllop med Joan som ägt rum 30 april 1290. Sedan ska de ha givit sig iväg på korståg, men i september undertecknade han baronernas brev till påven och 2 november avstod han sina anspråk att utse biskop i Llandaff. Följande år hade hans gräl om Brecknock med earlen av Hereford kulminerat till ett privat krig dem emellan. Både fängslades av kungen och fick böta. Han avled på Monmouth Castle 7 december 1295, och begravdes i Tewkesbury, på sin farfar Gilbert de Clares vänstra sida.